# Draguignan (tổng)
Tổng Draguignan là một tổng thuộc tỉnh Var trong vùng Provence-Alpes-Côte d'Azur.

## Địa lý
Tổng này được tổ chức xung quanh Draguignan trong quận Draguignan. Cao độ vùng này từ 10 m (La Motte) đến 1 174 m (Ampus) với độ cao trung bình 340 m.

## Các xã
Tổng Draguignan gồm 5 xã với dân số tổng cộng 44 585 người (điều tra dân số năm 1999, dân số không tính trùng).
| Xã                | Dân số | Mã bưu chính | Mã insee |
| ----------------- | ------ | ------------ | -------- |
| Ampus             | 707    | 83111        | 83003    |
| Draguignan        | 32 829 | 83300        | 83050    |
| Flayosc           | 3 924  | 83780        | 83058    |
| La Motte          | 2 345  | 83920        | 83085    |
| Trans-en-Provence | 4 780  | 83720        | 83141    |

## Thông tin nhân khẩu
| 1962                                                     | 1968   | 1975   | 1982   | 1990   | 1999   |
| -------------------------------------------------------- | ------ | ------ | ------ | ------ | ------ |
| 18 145                                                   | 22 567 | 27 100 | 34 298 | 40 034 | 44 585 |
| Nombre retenu à partir de 1962 : dân số không tính trùng |        |        |        |        |        |